# Fenerbahçe Spor Kulübü (voleibol masculino)
O  Fenerbahçe Spor Kulübü é um time turco de voleibol masculino da cidade de Istambul. Atualmente disputa o Campeonato Turco

## Resultados obtidos nas principais competições
Alcunhas utilizadas:
- Fenerbahçe (1927–2011)
- Fenerbahçe Grundig (2011–2015)
- Fenerbahçe (2015–presente)

### Títulos conquistados
Campeonato Turco (Liga A Turca)
- Campeão:2007–08, 2009–10, 2010–11, 2011–12[1]
- Vice-campeão:2003–04, 2005–06, 2008–09, 2013–14[1]
- Terceiro posto:2006-07, 2016-17[1]

 Copa da Turquia
- Campeão:2007–08, 2011–12, 2016–17, 2018–19[1]
- Vice-campeão: 2010–11, 2013–14[1]

 Supercopa Turca
- Campeão:2011, 2012, 2017[1]
- Vice-campeão:2010, 2014[1]

 Liga de Istambul
- Campeão: 1926–27, 1927–28, 1928–29, 1929–30, 1932–33, 1933–34, 1940–41, 1966–67, 1967–68, 1968–69
- Vice-campeão:1934–35, 1945–46, 1962–63, 1963–64, 1964–65, 1965–66
- Terceiro posto:1931–32, 1944–1945, 1946–47, 1961–62
- Quarto posto:1960-61, 1969-1970

 Liga de Istambul A1
- Campeão:1984-85

 Liga de Istambul A2
- Campeão:1943–44, 1947–48, 1955–56, 1983–84

 Liga de Istambul A3
- Campeão:1981-82

 Liga de Istambul A4
- Campeão:1976-77

 Campeonato Nacional Turco
- Terceiro posto:1961-62, 1966-67, 1967-68[1]
- Quarto posto:1963-64, 1964-65, 1965-66, 1968-69[1]

 Copa Federação Turca
- Campeão:1961-62, 1965-66
- Vice-campeão:1960-61, 1969-1970

 Taça do Ministério Federal 
- Vice-campeão:1990-91

 Mundial de Clubes
 Liga dos Campeões da Europa
 Taça CEV
- Quarto posto: 2016-17[1]

 Taça Challenge
- Campeão: 2013–14[1]

 Balkan Volleyball Association Cup
- Campeão: 2009, 2013[1]